# Работницкий, Александр Александрович
Алекса́ндр Алекса́ндрович Работницкий (21 сентября 1993, Зенкуль, Омская область — 23 марта 2025, Украина) — российский параатлет. Мастер спорта России международного класса по лёгкой атлетике среди лиц с интеллектуальными нарушениями.
Его мать скончалась когда Александру было полтора года. Так как отец страдал от алкоголизма его передали сначала в детский сад для детей-сирот, а затем — в коррекционную школу-интернат № 5 в Омске. В семь лет он начал заниматься лёгкой атлетикой. Сначала тренировался под руководством Валерия Ивановича Борисова в течение девяти лет, а затем — у Андрея Евгеньевича Хмелева.
Окончил Омский государственный колледж управления и профессиональных технологий в 2009 году по специальности «кабельщик-спайщик».
Тренировался в Омском центре паралимпийской и сурдлимпийской подготовки. Многократный победитель и призёр чемпионатов России, Европы и мира среди лиц с нарушением интеллекта. Устанавливал рекорды Европы (1500 метров в 2021 году) и мира (1500 метров в 2015 году).
Наивысшим результатом в его карьере стала серебряная медаль Паралимпийских игр в Токио, которые состоялись в 2021 году. Тогда 27-летний Работницкий выступал на дистанции 1500 метров в категории T20, показав результат 3:55.78, уступив лишь доли секунды британцу Оуэну Миллеру.
Погиб во время российского вторжения на Украину, куда отправился в качестве добровольца. Служил командиром отделения в разведывательной роте.

## Достижения
- Многократный призёр Чемпионатов России среди лиц с нарушением интеллекта (2011—2021)[1]
- Бронзовый призёр чемпионата Европы в помещении на дистанции 1500 м (2011)[1]
- Трёхкратный победитель INAS чемпионата Европы в помещении на дистанциях 800 м, 1500 м, 4Х400 м (2015)[1]
- Чемпион мира по лёгкой атлетике IPC на дистанции 800м и бронзовый призёр в беге на 1500м (2015)[1]
- Победитель Альтернативных Паралимпийских игр (2016)[1]
- Чемпион мира в беге на 1500 м (2019)[1]
- Чемпион Европы в беге на 1500 м (2021)[1]
- Серебряный призёр Паралимпийских играх 2020 года в беге на 1500 метров в категории T20[1]